# Szuryne
Szuryne (ukr. Шурине) – wieś na Ukrainie, w obwodzie mikołajowskim, w rejonie mikołajowskim, w hromadzie Wesniane. W 2001 liczyła 475 mieszkańców, spośród których 403 wskazało jako ojczysty język ukraiński, 66 rosyjski, 4 mołdawski, a 2 białoruski.